# Copa de Alemania 2003-04
La Copa de Alemania 2003-04 fue la 61ª edición del torneo de copa de fútbol más importante de Alemania organizado por la Asociación Alemana de Fútbol que se jugó del 29 de agosto de 2003 al 29 de mayo de 2004 y que contó con la participación de 64 equipos.
El SV Werder Bremen venció en la final al Alemannia Aachen en el Olympiastadion para ganar su quinta copa nacional.

## Resultados

### Primera Ronda
| 29-8-2003                |      |                          |                |
| VfL Wolfsburg II         | 2-0  | FC Energie Cottbus       |                |
| TSG Hoffenheim           | 4-3  | Eintracht Trier          | (t.e.)         |
| SV Waldhof Mannheim      | 0-4  | 1. FC Union Berlin       |                |
| FC Rot-Weiß Erfurt       | 1-1  | Alemannia Aachen         | (t.e.) (3-4 p) |
| 30-8-2003                |      |                          |                |
| Jahn Regensburg          | 2-1  | VfL Bochum               |                |
| Ludwigsfelder FC         | 1-9  | SV Werder Bremen         |                |
| ASV Bergedorf 1885       | 1-6  | VfL Wolfsburg            |                |
| Holstein Kiel            | 1-3  | Bayer Leverkusen         |                |
| Bayer Leverkusen II      | 0-4  | VfB Stuttgart            |                |
| SSV Reutlingen           | 1-6  | Hertha BSC               |                |
| Erzgebirge Aue           | 0-3  | SpVgg Greuther Fürth     |                |
| SpVgg Unterhaching       | 6-2  | Rot-Weiß Oberhausen      |                |
| TSV Gerbrunn             | 0-14 | Wacker Burghausen        |                |
| 1. FSV Mainz 05 II       | 1-1  | Karlsruher SC            | (t.e.) (3-4 p) |
| FC Emmendingen           | 1-4  | SC Freiburg              |                |
| TSV Aindling             | 0-3  | FC Schalke 04            |                |
| Borussia Neunkirchen     | 0-5  | FC Bayern München        |                |
| Eintracht Braunschweig   | 4-1  | 1. FC Kaiserslautern     |                |
| FC Oberneuland           | 2-5  | 1. FC Köln               | (t.e.)         |
| 31-8-2003                |      |                          |                |
| VfL Osnabrück            | 0-0  | Hansa Rostock            | (t.e.) (4-5 p) |
| VfL Kirchheim unter Teck | 0-3  | Hannover 96              |                |
| BSV Rehden               | 1-5  | TSV 1860 München         |                |
| Sportfreunde Siegen      | 2-0  | LR Ahlen                 |                |
| Reinickendorfer Füchse   | 0-2  | 1. FC Nürnberg           |                |
| 1. FC Magdeburg          | 0-0  | MSV Duisburg             | (t.e.) (3-4 p) |
| SSVg Velbert 02          | 0-0  | 1. FSV Mainz 05          | (t.e.) (5-3 p) |
| FC Schönberg 95          | 0-3  | Borussia Mönchengladbach |                |
| SpVgg EGC Wirges         | 0-3  | Borussia Dortmund        |                |
| FC Eintracht Rheine      | 0-2  | VfB Lübeck               | (t.e.)         |
| 1-9-2003                 |      |                          |                |
| Kickers Offenbach        | 1-1  | Eintracht Frankfurt      | (t.e.) (3-4 p) |
| FC St. Pauli             | 0-0  | Arminia Bielefeld        | (t.e.) (4-3 p) |
| Dynamo Dresden           | 0-1  | Hamburger SV             |                |

### Segunda Ronda
| 28-10-2003               |     |                      |                |
| FC St. Pauli             | 2-3 | VfB Lübeck           | (t.e.)         |
| VfL Wolfsburg II         | 2-3 | 1. FC Köln           |                |
| Hansa Rostock            | 2-2 | Hertha BSC           | (t.e.) (3-4 p) |
| SV Werder Bremen         | 3-1 | VfL Wolfsburg        | (t.e.)         |
| Wacker Burghausen        | 0-1 | VfB Stuttgart        |                |
| FC Bayern München        | 1-1 | 1. FC Nürnberg       | (t.e.) (7-6 p) |
| 29-10-2003               |     |                      |                |
| SSVg Velbert 02          | 1-2 | Jahn Regensburg      | (t.e.)         |
| Eintracht Braunschweig   | 2-0 | Hannover 96          |                |
| TSG Hoffenheim           | 4-0 | Karlsruher SC        |                |
| Sportfreunde Siegen      | 1-2 | SpVgg Greuther Fürth | (t.e.)         |
| Eintracht Frankfurt      | 1-2 | MSV Duisburg         | (hu)           |
| 1. FC Union Berlin       | 0-5 | Bayer Leverkusen     |                |
| SC Freiburg              | 7-3 | FC Schalke 04        | (t.e.)         |
| Alemannia Aachen         | 1-1 | TSV 1860 München     | (t.e.) (5-4 p) |
| SpVgg Unterhaching       | 2-4 | Hamburger SV         |                |
| Borussia Mönchengladbach | 2-1 | Borussia Dortmund    |                |

### Tercera Ronda
| 2 de diciembre de 2003 | Jahn Regensburg                             | 3 – 3 (t. s.)(2–4 p.)      | MSV Duisburg                    | Jahnstadion, Regensburg                               |                                                       |
|                        | Tölcséres 15' · Rraklli 25' 47'             | Reporte                    | Spizak 14' · Ahanfouf 66' 90+1' | Asistencia: 8500 espectadores Árbitro(s): Mike Pickel | Asistencia: 8500 espectadores Árbitro(s): Mike Pickel |
|                        |                                             | Tiros desde el punto penal |                                 |                                                       |                                                       |
|                        | Kritzer · Knackmuß · Weinzierl · Stieglmair |                            | Hirsch · Cacá · Bugera · Gruev  |                                                       |                                                       |

| 2 de diciembre de 2003 | Eintracht Braunschweig | 0 – 5   | Alemannia Aachen                                  | Stadion an der Hamburger Straße, Braunschweig                |                                                              |
|                        |                        | Reporte | Krontiris 30' 55' 60' · Pflipsen 48' · Meijer 65' | Asistencia: 18 500 espectadores Árbitro(s): Hermann Albrecht | Asistencia: 18 500 espectadores Árbitro(s): Hermann Albrecht |

| 2 de diciembre de 2003 | 1899 Hoffenheim                             | 3 – 2   | Bayer Leverkusen         | Rhein-Neckar-Arena, Sinsheim                          |                                                       |
|                        | Sieger 7' (pen.) · Throm 30' · Herdling 77' | Reporte | Lúcio 54' · Berbatov 67' | Asistencia: 6500 espectadores Árbitro(s): Felix Brych | Asistencia: 6500 espectadores Árbitro(s): Felix Brych |

| 2 de diciembre de 2003 | Borussia Mönchengladbach           | 4 – 2   | VfB Stuttgart             | Bökelbergstadion, Mönchengladbach                         |                                                           |
|                        | Svěrkoš 48' 54' 71' · Van Lent 74' | Reporte | Kurányi 42' · Szabics 60' | Asistencia: 27 000 espectadores Árbitro(s): Florian Meyer | Asistencia: 27 000 espectadores Árbitro(s): Florian Meyer |

| 3 de diciembre de 2003 | 1. FC Köln                        | 1 – 1 (t. s.)(1–3 p.)      | SpVgg Greuther Fürth           | Müngersdorfer Stadion, Cologne                           |                                                          |
|                        | Kringe 23'                        | Reporte                    | Kleine 76'                     | Asistencia: 19 000 espectadores Árbitro(s): Torsten Koop | Asistencia: 19 000 espectadores Árbitro(s): Torsten Koop |
|                        |                                   | Tiros desde el punto penal |                                |                                                          |                                                          |
|                        | Kringe · Cullmann · Voigt · Dogan |                            | Westermann · Kleine · Kümmerle |                                                          |                                                          |

| 3 de diciembre de 2003 | VfB Lübeck  | 1 – 0   | SC Freiburg | Stadion an der Lohmühle, Lübeck                          |                                                          |
|                        | Bärwolf 76' | Reporte |             | Asistencia: 11 500 espectadores Árbitro(s): Thomas Frank | Asistencia: 11 500 espectadores Árbitro(s): Thomas Frank |

| 3 de diciembre de 2003 | Werder Bremen                                                           | 6 – 1   | Hertha BSC     | Weserstadion, Bremen                                      |                                                           |
|                        | Klasnić 19' 37' · Micoud 38' · Ismaël 57' · Aílton 78' · Charisteas 85' | Reporte | Marcelinho 89' | Asistencia: 22 100 espectadores Árbitro(s): Jürgen Jansen | Asistencia: 22 100 espectadores Árbitro(s): Jürgen Jansen |

| 3 de diciembre de 2003 | Bayern Munich                               | 3 – 0   | Hamburger SV | Olympiastadion, Munich                                |                                                       |
|                        | Pizarro 28' · Makaay 47' · Salihamidžić 73' | Reporte |              | Asistencia: 8000 espectadores Árbitro(s): Lutz Wagner | Asistencia: 8000 espectadores Árbitro(s): Lutz Wagner |

### Cuartos de final
| 3 de febrero de 2004 | Borussia Mönchengladbach                            | 2 – 2 (t. s.)(4–3 p.)      | MSV Duisburg                             | Bökelbergstadion, Mönchengladbach                                 |                                                                   |
|                      | Van Hout 68' · Marić 89'                            | Reporte                    | El Kasmi 38' · Ašanin 84' (a.g.)         | Asistencia: 33 900 espectadores Árbitro(s): Lutz Michael Fröhlich | Asistencia: 33 900 espectadores Árbitro(s): Lutz Michael Fröhlich |
|                      |                                                     | Tiros desde el punto penal |                                          |                                                                   |                                                                   |
|                      | Van Lent · Van Hout · Korzyneitz · Marić · Strasser |                            | Hirsch · Drsek · Bugera · Keidel · Gruev |                                                                   |                                                                   |

| 3 de febrero de 2004 | SpVgg Greuther Fürth             | 2 – 3   | Werder Bremen                           | Sportpark Ronhof, Fürth                                       |                                                               |
|                      | Ismaël 74' (a.g.) · Feinbier 76' | Reporte | Stalteri 18' · Micoud 90' · Klasnić 90' | Asistencia: 14 500 espectadores Árbitro(s): Thorsten Kinhöfer | Asistencia: 14 500 espectadores Árbitro(s): Thorsten Kinhöfer |

| 3 de febrero de 2004 | 1899 Hoffenheim | 0 – 1   | VfB Lübeck | Rhein-Neckar-Arena, Sinsheim                              |                                                           |
|                      |                 | Reporte | Adzic 47'  | Asistencia: 6800 espectadores Árbitro(s): Edgar Steinborn | Asistencia: 6800 espectadores Árbitro(s): Edgar Steinborn |

| 4 de febrero de 2004 | Alemannia Aachen       | 2 – 1   | Bayern Munich | Tivoli, Aachen                                             |                                                            |
|                      | Blank 34' · Meijer 81' | Reporte | Ballack 45'   | Asistencia: 20 400 espectadores Árbitro(s): Michael Weiner | Asistencia: 20 400 espectadores Árbitro(s): Michael Weiner |

### Semifinales
| 16 de marzo de 2004 | Werder Bremen                          | 3 – 2 (t. s.) | VfB Lübeck                      | Weserstadion, Bremen                                              |                                                                   |
|                     | Micoud 54' · Aílton 111' · Valdez 114' | Reporte       | Krstajić 11' (a.g.) · Zandi 94' | Asistencia: 38 700 espectadores Árbitro(s): Lutz Michael Fröhlich | Asistencia: 38 700 espectadores Árbitro(s): Lutz Michael Fröhlich |

|  | Alemannia Aachen | 1 – 0   | Borussia Mönchengladbach | Tivoli, Aachen                                              |                                                             |
|  | Grlić 42'        | Reporte |                          | Asistencia: 20 400 espectadores Árbitro(s): Edgar Steinborn | Asistencia: 20 400 espectadores Árbitro(s): Edgar Steinborn |

### Final
| 29 de mayo de 2004 | Werder Bremen                    | 3–2     | Alemannia Aachen         | Olympiastadion, Berlin                                     |                                                            |
|                    | - Borowski 31' 84' - Klasnić 45' | Reporte | - Blank 52' - Meijer 90' | Asistencia: 71 682 espectadores Árbitro(s): Herbert Fandel | Asistencia: 71 682 espectadores Árbitro(s): Herbert Fandel |

| 1  | POR | Andreas Reinke   |     |
| 7  | DEF | Paul Stalteri    |     |
| 20 | DEF | Mladen Krstajić  |     |
| 25 | DEF | Valérien Ismaël  |     |
| 27 | DEF | Christian Schulz | 90' |
| 6  | MED | Frank Baumann    |     |
| 24 | MED | Tim Borowski     | 88' |
| 4  | MED | Fabian Ernst     |     |
| 10 | MED | Johan Micoud     |     |
| 17 | DEL | Ivan Klasnić     | 87' |
| 32 | DEL | Aílton           |     |
| DT | DT  | Thomas Schaaf    |     |

| 1  | POR | Stephan Straub      |     |
| 6  | DEF | Willy Landgraf      | 73' |
| 3  | DEF | Alexander Klitzpera |     |
| 12 | DEF | George Mbwando      |     |
| 33 | DEF | Stefan Blank        |     |
| 2  | MED | Frank Paulus        |     |
| 7  | MED | Ivica Grlić         |     |
| 5  | MED | Dennis Brinkmann    | 83' |
| 10 | MED | Karlheinz Pflipsen  | 80' |
| 11 | DEL | Erik Meijer         |     |
| 17 | DEL | Bachirou Salou      |     |
| DT | DT  | Jörg Berger         |     |

| 38 | DEL | Nelson Valdez      | 87' |
| 9  | DEL | Angelos Charisteas | 88' |
| 19 | DEF | Viktor Skrypnyk    | 90' |

| 21 | MED | Cristian Fiél     | 73' |
| 9  | DEL | Daniel Gomez      | 80' |
| 8  | MED | Eric van der Luer | 83' |

|  | 31' | Tim Borowski | 1-0 |
|  | 45' | Ivan Klasnić | 2-0 |
|  | 84' | Tim Borowski | 3-1 |

|  | 52' | Stefan Blank | 2-1 |
|  | 90' | Erik Meijer  | 3-2 |

|  | 30' | Valérien Ismaël |

|  | 1'  | Alexander Klitzpera |
|  | 27' | Stefan Blank        |
|  | 60' | Erik Meijer         |

| Expulsado | 75' | George Mbwando |

| Árbitro | Herbert Fandel |

| 1  | POR | Andreas Reinke   |     |
| 7  | DEF | Paul Stalteri    |     |
| 20 | DEF | Mladen Krstajić  |     |
| 25 | DEF | Valérien Ismaël  |     |
| 27 | DEF | Christian Schulz | 90' |
| 6  | MED | Frank Baumann    |     |
| 24 | MED | Tim Borowski     | 88' |
| 4  | MED | Fabian Ernst     |     |
| 10 | MED | Johan Micoud     |     |
| 17 | DEL | Ivan Klasnić     | 87' |
| 32 | DEL | Aílton           |     |
| DT | DT  | Thomas Schaaf    |     |

| 1  | POR | Stephan Straub      |     |
| 6  | DEF | Willy Landgraf      | 73' |
| 3  | DEF | Alexander Klitzpera |     |
| 12 | DEF | George Mbwando      |     |
| 33 | DEF | Stefan Blank        |     |
| 2  | MED | Frank Paulus        |     |
| 7  | MED | Ivica Grlić         |     |
| 5  | MED | Dennis Brinkmann    | 83' |
| 10 | MED | Karlheinz Pflipsen  | 80' |
| 11 | DEL | Erik Meijer         |     |
| 17 | DEL | Bachirou Salou      |     |
| DT | DT  | Jörg Berger         |     |

| 38 | DEL | Nelson Valdez      | 87' |
| 9  | DEL | Angelos Charisteas | 88' |
| 19 | DEF | Viktor Skrypnyk    | 90' |

| 21 | MED | Cristian Fiél     | 73' |
| 9  | DEL | Daniel Gomez      | 80' |
| 8  | MED | Eric van der Luer | 83' |

|  | 31' | Tim Borowski | 1-0 |
|  | 45' | Ivan Klasnić | 2-0 |
|  | 84' | Tim Borowski | 3-1 |

|  | 52' | Stefan Blank | 2-1 |
|  | 90' | Erik Meijer  | 3-2 |

|  | 30' | Valérien Ismaël |

|  | 1'  | Alexander Klitzpera |
|  | 27' | Stefan Blank        |
|  | 60' | Erik Meijer         |

| Expulsado | 75' | George Mbwando |

| Árbitro | Herbert Fandel |

| DFB Pokal Trophy                 |
|                                  |
| Werder Bremen Campeón 5.° título |